# 康斯坦齊亞
48°51′33″N 25°56′30″E / 48.85917°N 25.94167°E
康斯坦齊亞（烏克蘭語：Констанція），是烏克蘭的村落，位於該國西部捷爾諾波爾州，由喬爾特基夫區負責管轄，分別距離奧澤里亞尼1.5公里和赫利博喬克3公里，面積1.59平方公里，海拔高度290米，2001年人口440。